# Cadmium
 For alternative betydninger, se Cd (flertydig). (Se også artikler, som begynder med Cd)
Cadmium (indirekte efter Kadmos fra den græske mytologi) er det 48. grundstof i det periodiske system, og har det kemiske symbol Cd: Under normale tryk- og temperatur optræder dette overgangsmetal som et blødt, blåhvidt og giftigt tungmetal.

## Kemiske egenskaber
Cadmium besidder en del lighedstræk med zink, som i det periodiske system står umiddelbart over cadmium. 
Det mest almindelige oxidationstrin for cadmium er +2 , dog optræder stoffet enkelte gange også med oxidationstrin +1.

## Tekniske anvendelser
Omkring tre fjerdedele af verdens samlede cadmiumproduktion indgår i elektriske batterier, specielt i de opladelige batterier af nikkel-cadmium-typen. Den sidste fjerdedel går hovedsageligt til farvestoffer, idet cadmium danner nogle kraftigt farvende, røde (cadmiumselenid) og gule (cadmiumsulfid) salte, til hjælpestoffer i polyvinylchlorid, samt til overfladebehandling af andre materialer. Nogle af disse salte bruges desuden i særlige lysfølsomme halvledere, og i de fosforescerende belægninger der danner grønt og blåt lys i billedrør.
Cadmium indgår i visse legeringer, herunder nogle med de laveste kendte smeltepunkter for metaller. Andre legeringer udnytter cadmiums lave friktionskoefficient og bruges i mekaniske komponenter til krævende formål, og desuden indgår cadmium i en del loddemetaller.
Cadmium har en særlig evne til at "opfange" neutroner, hvilket udnyttes til at kontrollere aktivitetsniveauet i kernereaktorer, for eksempel i de såkaldte kontrolstænger.
Det bruges dog ikke i batterier mere, da det er et giftigt tungmetal.

## Historie
Cadmium blev opdaget i 1817 af den tyske kemiker Friedrich Stromeyer: Han opdagede at urene prøver af mineralet kalamin (zinkcarbonat, eller "zinkhvidt") skifter farve når det varmes op; noget som helt rene prøver ikke gjorde. Kalamin er opkaldt efter Kadmos fra den græske mytologi, og Strohmeyer valgte at opkalde sin opdagelse efter det mineral hvor han havde fundet det "nye" grundstof.
I over 100 år var Tyskland stort set den eneste producent af cadmium. British Pharmaceutical Codex beskrev i 1907 hvordan det giftige cadmiumiodid blev brugt som medicin. I 1927 vedtog Bureau International des Poids et Mesures at definere længden af en meter ud fra bølgelængden af en bestemt rød linje i cadmiums spektrum – denne definition er siden ændret til at basere sig på krypton i stedet.

## Forekomst og udvinding
I 2001 var Kina den største producent af cadmium, og stod bag nærved en sjettedel af verdensproduktionen. Lige efter kommer Sydkorea og Japan.
Cadmiumsulfid, CdS, er det eneste råmateriale af betydning for kommerciel udvinding af cadmium: Dette stof findes næsten altid sammen med zinksulfid, og derfor udvindes det meste cadmium som et biprodukt fra udvinding, smeltning og raffinering af zink og, i mindre udstrækning, bly og kobber. En mindre mængde, knap 10% af det samlede forbrug, udvindes fra genbrugt jern og stål.

## Cadmium, helbred og sikkerhed
Cadmium er giftigt, og optages let i organismen fordi det har mange kemiske fællestræk med det livsvigtige zink: Zink står i samme gruppe i det periodiske system, optræder med det samme oxidationstrin, og deres ioner er omtrent lige store. Dertil bindes cadmium i visse biokemiske sammenhænge op til ti gange stærkere end zink, og er derfor notorisk svært at "rense ud" af kroppen igen. I sjældnere tilfælde kan cadmium forstyrre kroppen ved at "indtage pladsen" for andre stoffer; magnesium og kalcium.
På kort sigt giver cadmiumforgiftning en række alvorlige symptomer, herunder dødsfald, og på længere sigt frembyder cadmium og dets kemiske forbindelser en risiko for en række forskellige kræftformer. I årene efter 2. verdenskrig oplevede Japan et antal forgiftningstilfælde som følge af cadmiumforurening fra minedrift langs Jinzū-floden; folk optog stoffet gennem ris fra marker der fik vand fra floden, og udviklede hvad der blev kaldt for Itai-itai-syge, med nyresvigt og bløde, eftergivende knogler til følge.
Denne giftighed gør det nødvendigt for folk der arbejder med cadmium eller cadmiumholdige produkter at beskytte sig imod stoffet. Cadmium er blandt seks stoffer der er forbudt ifølge den Europæiske Unions RoHS-direktiv.
Mineralsk gødning indeholder cadmium. EU og Danmark har sat grænseværdier på hvor meget cadmium] fosforgødning må indeholde.

## Isotoper af cadmium
Naturligt forekommende cadmium består af otte isotoper, hvoraf tre, 110Cd, 111Cd og 112Cd er med sikkerhed helt stabile. Isotoperne 113Cd og 116Cd er ganske svagt radioaktive, med halveringstider på henholdsvis 7,7·1015 og 2,9·1019 år. Dertil har man beregnet at 106Cd, 108Cd og 114Cd også "burde" være radioaktive, men deres halveringstider er så lange at man aldrig har set en af dem henfalde; blot kan man beregne nogle nedre grænser for deres enorme halveringstider.
Blandt de isotoper der ikke findes i naturligt cadmium er 109Cd den mest "langlivede", med en halveringstid på 462,6 døgn, og 115Cd med 53,46 timer. Alle andre cadmiumisotoper har halveringstider mindre end to en halv time, flertallet endda under 5 minutter. Man kender desuden 8 nukleare isomerer af cadmium.